# Tetraphalerus fentaiensis
Tetraphalerus fentaiensis is een keversoort uit de familie Ommatidae. De wetenschappelijke naam van de soort is voor het eerst geldig gepubliceerd in 1995 door Ren.